# Thomas Meunier
Thomas Meunier (* 12. September 1991 in Sainte-Ode) ist ein belgischer Fußballspieler. Der Rechtsverteidiger steht in Frankreich beim OSC Lille unter Vertrag und ist A-Nationalspieler.

## Karriere

### Vereine

#### Belgien
Meunier wurde in Sainte-Ode in der Provinz Luxemburg geboren und wuchs als Sohn einer Krankenschwester und eines Technikers im Dorf Lavacherie auf. Da es dort nicht einmal richtige Fußballplätze gab, musste der gerne im Angriff spielende Junge mit dem Fußballspielen beim ortsansässigen Klub RUS Sainte-Ode beginnen, bevor er über RUS Givry, rund zehn Kilometer von Sainte-Ode entfernt, in die Fußballschule von Standard Lüttich wechselte. Grund hierfür war seine Berufung in die Regionalauswahl gewesen, die dem damals 12-Jährigen den Einzug ins Vereinsinternat Standards bescherte. Meunier traf hier auf seinen späteren Nationalmannschaftskollegen Christian Benteke, mit dem er sich anfreundete. Auch der zwei Jahre ältere Axel Witsel, ein späterer Mitspieler in der Nationalelf sowie in Dortmund, schaffte in Lüttich den Sprung in den Profibereich. Der junge Meunier hatte hingegen aufgrund eines Wachstumsschubs von 20 Zentimetern mit Knie- und Rückenschmerzen zu kämpfen und litt unter der Trennung seiner Eltern, konnte sich in der Folge bei Standard in zwei Jahren nicht durchsetzen. Er kehrte in die Provinz Luxemburg zurück und schloss sich der Jugend von Royal Excelsior Virton, dem größten Klub der Region, an. Die Mutter, bei der Meunier nach der Trennung lebte, hatte die Hingabe ihres Sohnes zum Sport zum Anlass genommen, beim Verein um ein Probespiel zu bitten, bei dem dieser schließlich zehn Tore schoss. Dort absolvierte er ab 2009 mit 17 Jahren seine ersten Spiele in der zweitklassigen Division 1B. Nebenbei spielte der Belgier in der Halle Futsal, um seine Technik zu verfeinern, entschied sich aber aus finanziellen Gründen, weiter beim professionellen Fußball zu bleiben.
Nach dem Abstieg mit Virton in die 3. Division arbeitete Meunier, der sein Studium in Bastogne erfolgreich abschloss, neben dem Fußball zuerst als Postbote und später als Lagerarbeiter für einen Hersteller von Autofenstern. Der Stürmer schoss für den Verein einige Tore, die sich sogar über soziale Medien verbreiteten und so größere Klubs des Landes auf ihn aufmerksam machten, darunter der RSC Anderlecht oder die KV Kortrijk. 2011 wechselte Meunier aber dann zum FC Brügge, der ihn für rund 200.000 Euro verpflichtete. Am 28. Juli kam er in der 3. Qualifikationsrunde der UEFA Europa League 2011/12 gegen den Dritten der aserbaidschanischen Meisterschaft FK Qarabağ Ağdam zu seinem ersten internationalen Einsatz. Dabei wurde er fünf Minuten vor dem Ende beim Stand von 4:1, an dem sich dann auch nichts mehr änderte, eingewechselt. Im Rückspiel konnten sich die Belgier dann eine 0:1-Niederlage erlauben, um die Play-offs zu erreichen. Hier setzten sie sich nach einem 3:3 beim georgischen Meister FC Sestaponi mit 2:0 im Rückspiel durch. Die Gruppenphase überstanden sie als Gruppensieger vor Sporting Braga und Meunier erzielte beim 2:2 gegen Birmingham City das erste Tor. Im Sechzehntelfinale scheiterte Brügge dann allerdings am Bundesligavierten Hannover 96. Insgesamt brachte er es zu 12 Einsätzen für den Verein in der Europa League.
Sein Jupiler-Pro-League-Debüt gab Meunier am 31. Juli 2011 (1. Spieltag) im Heimspiel gegen den KVC Westerlo (5:0), als er in der 71. Minute für Nabil Dirar eingewechselt wurde und zehn Minuten später das 4:0 erzielte. Insgesamt kam der Verteidiger in seiner ersten Saison auf 35 Einsätze, an deren Ende er mit Brügge Vizemeister wurde und sich mit der Mannschaft für die Qualifikation zur UEFA Champions League 2012/13 qualifizierte. Dort scheiterte Brügge aber am dänischen Vizemeister FC Kopenhagen, denn nach einem torlosen Remis in Dänemark verloren sie das Heimspiel mit 2:3. Sie konnten dann aber in den Playoffs der UEFA Europa League 2012/13 weiterspielen, wo sie den ungarischen Vertreter Debreceni VSC mit 3:0 und 4:1 besiegten und die Gruppenphase erreichten. Hier belegte der FC Brügge hinter Girondins Bordeaux, Newcastle United und Marítimo Funchal den letzten Platz. Meunier kam neben den beiden Playoff-Spielen nur zu zwei Gruppenspieleinsätzen. Im letzten Spiel gegen Funchal spielte der Belgier erstmals als Rechtsverteidiger, die Position, die er fortan am häufigsten bekleidete. Verantwortlich dafür war Georges Leekens, der damalige belgische Nationaltrainer, gewesen, der seinen Spieler auf dieser Position getestet und diesem eine aussichtsreiche Zukunft bescheinigt hatte. In der Liga reichte es diesmal nur zum dritten Platz, der aber zur Teilnahme an der 3. Qualifikationsrunde zur UEFA Europa League 2013/14 berechtigte. In dieser traf das Team auf den polnischen Dritten Śląsk Wrocław, gegen den es nach einer 0:1-Auswärtsniederlage durch ein 3:3 im Rückspiel ausschied. Bei beiden Spielen kam Meunier aber nicht zum Einsatz. Die folgende Saison beendete Brügge wieder als Dritter und durfte damit an der 3. Qualifikationsrunde zur UEFA Europa League 2014/15 teilnehmen. Hier kam der Belgier im ersten Spiel gegen Brøndby IF zum Einsatz, das mit 3:0 gewonnen wurde. Beim 2:0 im Rückspiel saß er nur auf der Bank. In den Playoffs gegen den Grasshopper Club Zürich kam Meunier dann bei beiden Siegen zum Einsatz, zudem bei vier Spielen in der Gruppenphase, die Brügge als Gruppensieger abschloss und dabei ohne Niederlage blieb. Auch das Sechzehntelfinale gegen den Aalborg BK wurde mit zwei Siegen überstanden, bei denen er ebenso zum Einsatz kam wie bei den beiden Siegen im Achtelfinale gegen Beşiktaş Istanbul. Im Viertelfinale, in dem Brügge durch ein einziges Auswärtstor an Dnipro Dnipropetrowsk scheiterte, kam er nicht zum Einsatz. In der Meisterschaftssaison 2014/15 belegte der FC Brügge zwar nach der regulären Punktspielrunde den ersten Platz, verlor diesen aber in der anschließenden Meisterschaftsrunde an die KAA Gent. Dagegen konnte Brügge mit Meunier das Pokalfinale gegen den RSC Anderlecht gewinnen. Als Vizemeister folgte erneut die Teilnahme an der 3. Qualifikationsrunde zur UEFA Champions League 2015/16. In dieser setzte sich der Verein gegen den griechischen Vizemeister Panathinaikos Athen nach einer 1:2-Auswärtsniederlage mit einem 3:0-Heimsieg durch. In den Play-offs scheiterte Brügge dann aber an Manchester United mit 1:3 und 0:4. Meunier kam in den vier Spielen nicht zum Zuge und saß lediglich beim 0:4 auf der Bank. Brügge durfte aber anschließend in der Gruppenphase der UEFA Europa League 2015/16 antreten, konnte aber lediglich beim 1:0 gegen KP Legia Warschau einen Sieg feiern, wobei der Abwehrspieler das Tor schoss. Ein weiteres gelang ihm noch beim 1:3 gegen den FC Midtjylland, der am Ende vor Brügge und hinter der SSC Neapel lag. Besser lief es in der Liga; wieder lag der FC Brügge nach der Punktspielrunde auf dem ersten Platz und wurde am Ende Meister. Das Pokalfinale ging hingegen mit 1:2 gegen Lüttich verloren. In fünf Jahren stand Meunier in insgesamt 198 Pflichtspielen für den Klub auf dem Feld, erzielte 20 Tore und konnte weitere 22 vorbereiten. 
Bereits im Jahr 2015 hatte der Belgier ins Ausland wechseln wollen, hätte Angebote diverser Bundesligisten, darunter Borussia Dortmund oder der VfL Wolfsburg, gehabt. Eine Knieverletzung, die ihn für zwei Monate außer Gefecht setzte, machte seine Chancen auf einen Transfer zu diesem Zeitpunkt jedoch zunichte.

#### Frankreich
Zur Saison 2016/17 wechselte Meunier in die französische Ligue 1 zu Paris Saint-Germain. Er erhielt beim amtierenden Landesmeister, der eine Ausstiegsklausel über sechs Millionen Euro nutzte, einen bis zum 30. Juni 2020 datierten Vierjahresvertrag. In seiner ersten Saison absolvierte der Belgier als Herausforderer des bisherigen etatmäßigen Rechtsverteidigers Serge Aurier 36 Partien in der Liga sowie im nationalen und im Europapokal und gewann mit der Mannschaft sowohl den französischen Pokal, den Ligapokal wie auch den nationalen Supercup. 2017/18 schied PSG wie bereits in der Vorsaison im Champions-League-Achtelfinale aus, gewann mit Meunier aber den Meistertitel, den Landespokal sowie den Supercup. Nach Auriers Wechsel konkurrierte der Belgier nun mit Dani Alves, wobei keiner dauerhaft von Cheftrainer Unai Emery favorisiert wurde. Unter Emerys Nachfolger Thomas Tuchel war Meunier als Außenverteidiger in der Saison 2018/19 gesetzt, verpasste aber verletzungsbedingt einige Spiele. Darüber hinaus verbesserte Meunier unter dem deutschen Übungsleiter sein Defensivspiel, da dieser seine gewohnten Offensivimpulse häufiger zu unterdrücken versuchte. Neben dem dritten Supercupsieg folgte auch erneut der Gewinn der nationalen Meisterschaft mit 105 Toren sowie 16 Punkten Vorsprung vor dem OSC Lille. Ein Jahr später gewann Meunier, der erneut verletzungsbedingt mehrere Spiele verpasste, mit dem Klub seine dritte Meisterschaft in Folge, wobei die Spielzeit aufgrund der COVID-19-Pandemie vorzeitig abgebrochen wurde. Mit Paris erreichte er das Viertelfinale der Champions League. Da die Partien erst im August 2020 ausgetragen wurden, stand der Belgier dann aber nicht mehr im Kader des späteren Wettbewerbsfinalisten.

#### Deutschland

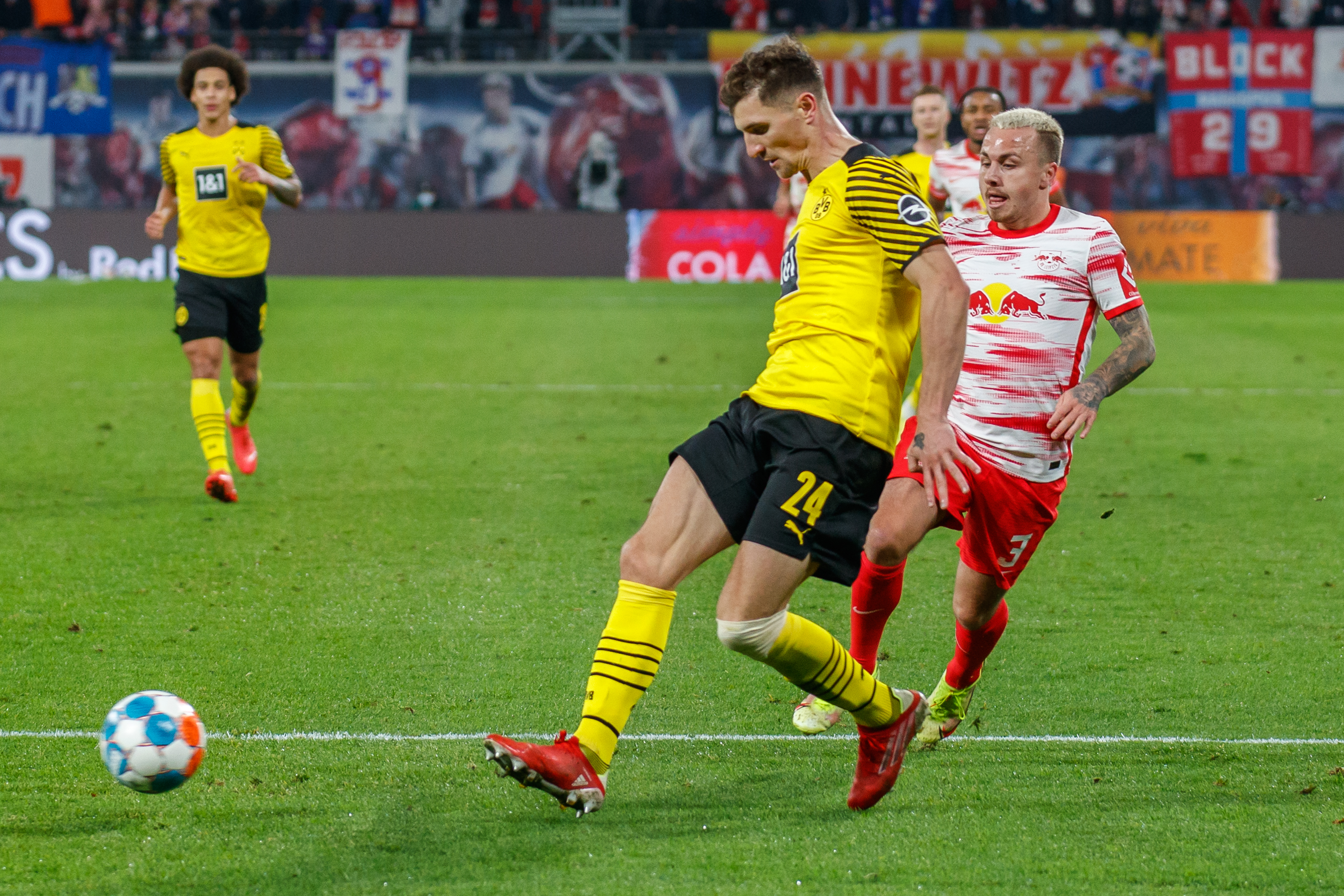
Meunier (#24) im Zweikampf mit Angeliño (2021)

Zur Saison 2020/21 wechselte Meunier ablösefrei in die Bundesliga zum Vizemeister Borussia Dortmund, bei dem er einen bis Juni 2024 gültigen Vertrag unterzeichnete und auf seine Nationalmannschaftskollegen Thorgan Hazard und Axel Witsel traf. Der Spieler begründete den Wechsel mit einer „Herzensentscheidung“ und lobte die „Authentizität und Bodenständigkeit“ des Vereins, den er als „Weiterentwicklung“ des ehemaligen Vereins aus Brügge bezeichnete.
In der Hinrunde war der Belgier auf der rechten Außenbahn gesetzt, bespielte diese ähnlich seinem Vorgänger Achraf Hakimi als Teil einer Viererkette eher defensiv ausgerichtet und eher offensiver, wenn Trainer Lucien Favre nur einen Dreierverbund aufbot. Aufgrund eines Muskelfaserrisses verpasste Meunier darüber hinaus fünf Partien. Das Portal Sport.de stellte den Flügelspieler neben Ozan Kabak (FC Schalke 04) und Benjamin Pavard (FC Bayern München) in der Abwehr seiner „Hinrunden-Flop-Elf“ auf. Mangelnder Stabilität in der Defensive stand beim „nicht selten schwächsten Dortmunder auf dem Platz“ eine „hölzerne“ Vorwärtsbewegung gegenüber. Dies begründete sich zum einen in lediglich drei direkten Torbeteiligungen und zum anderen in einer Schwäche der Dortmunder Defensive bei gegnerischen Standardsituationen, vor allem bei Eckbällen, sowie den zweitmeisten Gegentreffern aller Top-5-Teams in der Bundesligahinrunde. Der Westfälische Anzeiger ging hingegen noch härter mit Meunier ins Gericht, dem es bescheinigte, auch nach der Hinrunde noch „nicht in Dortmund angekommen“ zu sein. So wurden dessen Sturmläufe als zu berechenbar bezeichnet und darüber hinaus das zu unentschlossene Stören gegnerischer Kombinationen oder ungenaue Flanken ebenso kritisiert wie eine vergleichsweise schlechte Zweikampfquote von 55 %. Spox.com machte darüber hinaus auch die hohe Fehlpassquote des Flügelspielers als eine seiner Schwächen aus, exemplarisch hierfür war für das Sportportal die mit 2:3 verlorene Hinrundenpartie gegen Meister Bayern München, in dem Meunier sich ein erneutes „Fehlerfestival“ geleistet hätte. In der Rückrunde kam Meunier somit nur noch auf zwei Startelfnominierungen und saß beispielsweise in der Bundesliga vier Partien in Folge nur auf der Bank. Im Endspiel um den DFB-Pokal wurde er in der Endphase eingewechselt, als die Partie, die letztendlich mit 4:1 gegen RB Leipzig beendet wurde, bereits entschieden war. 
In der Spielzeit 2021/22 profitierte der Belgier davon, dass Lukasz Piszczek seine aktive Karriere beendete, Mateu Morey mit einer schweren Knieverletzung langfristig ausfiel und kein weiterer Rechtsverteidiger verpflichtet wurde. Im Verlauf der Ligahinserie war Meunier auf der rechten Außenbahn gesetzt und bereitete drei Tore vor. In der Champions League schied Meunier mit dem BVB bereits in der Gruppenphase aus, nachdem man drei Gruppenspiele verloren hatte (unter anderem beide Partien gegen Ajax Amsterdam. In den anschließenden Spielen der Europa-League-Zwischenrunde gegen die Glasgow Rangers kam Meunier im Hinspiel, das verloren ging, nicht zum Zug, im Rückspiel (2:2) musste er angeschlagen zur zweiten Halbzeit in der Kabine bleiben. Zum Rückrundenstart bereitete der Flügelspieler beim 3:2 in Frankfurt einen weiteren Treffer vor und als man einen Spieltag später den SC Freiburg mit 5:1 besiegte, traf Meunier sogar erstmals im Trikot der Borussia doppelt. Eine Sehnenverletzung kostete ihn jedoch ab Februar 2022 den Rest der Saison. Größere Teile der Saison 2022/23 verpasste der Belgier aufgrund eines Jochbeinbruchs und zweier Muskelverletzungen. Dementsprechend konnte er auch im letzten Saisonspiel, als Dortmund gegen Mainz 05 2:2 spielte und somit hinter dem FC Bayern München punktgleicher Vizemeister wurde, nicht eingreifen. Aufgrund von Personalproblemen spielte Meunier in der Rückrunde sogar zweimal für die U23 in der 3. Liga. Da ihn seine Muskelverletzung im April 2023 zugezogene, zweite Muskelverletzung bis in den Oktober desselben Jahres hinein außer Gefecht setzte, hatte bis dahin längst der schon im Januar verpflichtete Julian Ryerson seinen festen Platz auf der rechten Abwehrseite gefunden. Nachdem aber sowohl Ryerson wie auch Morey verletzungsbedingt länger ausfielen, konnte Meunier im Winter unter Trainer Edin Terzić wieder in die Stammmannschaft zurückkehren. Bis einschließlich des 20. Spieltags verlor er mit Dortmund nur ein Spiel, erhielt aber beispielsweise vom kicker nur unterdurchschnittliche Noten.

#### Türkei
Anfang Februar 2024 nahmen dementsprechend Spieler und Verein ein Angebot des türkischen Erstligisten Trabzonspor an. Beim zu diesem Zeitpunkt auf dem vierten Tabellenplatz stehenden Meister von 2022 erhielt Meunier einen bis Juni 2025 gültigen Vertrag. Für den Verein kam der Belgier in allen ihm möglichen Saisonspielen von Beginn an zum Einsatz, nachdem Jens Stryger Larsen Trabzonspor im Gegenzug verlassen hatte. Meunier steuerte sieben Assists und ein Tor zur Mannschaftsleistung bei und wurde mit seinen Teamkollegen Tabellendritter. Im nationalen Pokal stieß Trabzonspor bis ins Endspiel vor, in welchem man aber Beşiktaş mit 2:3 unterlag. Auf dem Weg dorthin hatte Meunier etwa in der 6. Minute der Nachspielzeit im Achtelfinale gegen Gençlerbirliği das 1:1 durch Eren Elmalı vorbereitet, woraufhin sich Trabzonspor in der darauf folgenden Verlängerung durchsetzen konnte. Im Anschluss an die Saison äußerte Meunier gegenüber Trabzonspor, dass er zu einem anderen Verein wechseln wolle, der hierfür die in dessen Vertrag verankerte Ausstiegsklausel ziehen müsste. Kurz vor Ablauf der Frist soll der Spieler seinen Vertrag einseitig per E-Mail gekündigt haben, woraufhin Trabzonspors Präsident Ertuğrul Doğan angab, gerichtlich gegen Meunier wie auch dessen potenziellen neuen Verein vorgehen zu wollen.

#### Rückkehr nach Frankreich
Wenige Tage später wechselte Meunier in die Ligue 1 zum OSC Lille, bei dem er einen Zweijahresvertrag erhielt.

### Nationalmannschaften

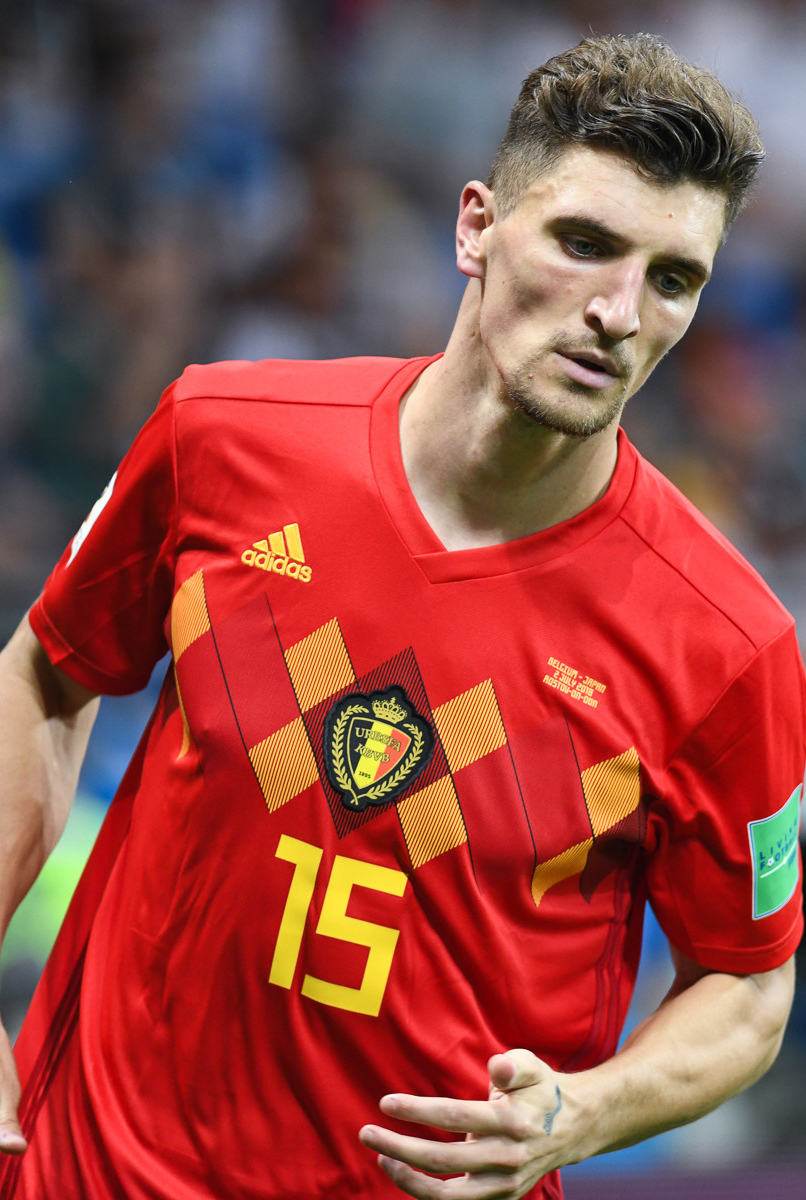
Meunier bei der WM 2018

Meunier bestritt am 29. März 2006 ein Länderspiel für die belgische U15. Fünf Jahre später wurde er in der U21 im Rahmen der Qualifikation zur EM 2013 eingesetzt und erzielte beim 4:1 gegen Aserbaidschan auch ein Tor. Die Belgier belegten aber hinter England und Norwegen nur den dritten Platz, womit die Endrunde verpasst wurde. 
15 Monate nach seinem letzten U21-Länderspiel kam der Verteidiger am 14. November 2013 zu seinem ersten Einsatz in der A-Nationalmannschaft. Beim 0:2 gegen Kolumbien spielte er sofort über 90 Minuten. Fünf Tage später wurde er beim 2:3 gegen Japan in der 80. Minute unmittelbar nach dem 2:3 für Daniel Van Buyten eingewechselt. Danach musste er aber ein Jahr auf seinen nächsten Einsatz warten und wurde auch nicht für die WM 2014 berücksichtigt. Am 12. November 2014 wurde Meunier beim Freundschaftsspiel gegen Island in der 66. Minute eingewechselt, musste dann aber wieder elf Monate bis zum nächsten Einsatz warten. In den beiden letzten Spielen der Qualifikation zur EM 2016 durfte er gegen Andorra 81 Minuten lang mitspielen. Mit einem 4:1-Sieg sicherten sich die Belgier die Teilnahme an der EM-Endrunde. Drei Tage später wurde der Abwehrspieler beim abschließenden 3:1 gegen Israel nach 58 Minuten eingewechselt. In den darauffolgenden Freundschaftsspielen kam er nicht zum Einsatz, wurde aber in das Aufgebot Belgiens für die EM-Endrunde aufgenommen. Bei dieser folgte im zweiten Gruppenspiel beim 3:0 gegen Irland ein Einsatz über 90 Minuten, ebenso im letzten Gruppenspiel gegen Schweden, im Achtelfinale gegen Ungarn und beim Ausscheiden im Viertelfinale gegen Wales. Bei der WM 2018 in Russland schoss Meunier im Spiel um den dritten Platz gegen England das erste von zwei Toren. Die Qualifikation zur auf 2021 verschobenen Europameisterschaft gelang den roten Teufeln und Meunier mit zehn Siegen, verletzungsbedingt absolvierte der Verteidiger jedoch nur vier davon, diese aber alle über die volle Spielzeit. 
Zur EM 2021 wurde Meunier in den belgischen Kader berufen. Er wurde in allen fünf Partien eingesetzt, davon einmal nach einer Einwechslung. Als Gegenpart zu seinem Dortmunder Mannschaftskollegen Thorgan Hazard auf Links bespielte Meunier wie im Verein die rechte halboffensive Außenbahn und verdiente sich drei Scorerpunkte. Im ersten Gruppenspiel gegen Russland traf er einmal selbst und bereitete einen weiteren Treffer vor, beim spielentscheidenden 1:0 gegen Titelverteidiger Portugal im Achtelfinale durch Hazard assistierte er ebenfalls.
Auch an der eineinhalb Jahre später stattfindenden WM 2022 in Katar nahm Meunier gemeinsam mit Belgien teil. In einer Gruppe mit Marokko, Kanada und Kroatien holten die roten Teufel vier Punkte und schieden nach der Gruppenphase aus. Meunier wurde in allen Spielen auf der rechten Außenbahn eingesetzt und spielte zweimal von Beginn an.
In der Qualifikation für die EM 2024 kam er  nicht zum Einsatz. Die Roten Teufel qualifizierten sich ungeschlagen für die EM-Endrunde, für die er in den Turnierkader berufen wurde. In Folge einer Muskelverletzung verpasste Meunier jedoch das Turnier.

## Erfolge
FC Brügge
- Belgischer Pokalsieger: 2015
- Belgischer Meister: 2016

Paris Saint-Germain
- Französischer Meister: 2018, 2019, 2020
- Französischer Pokalsieger: 2017, 2018
- Französischer Ligapokalsieger: 2017, 2018
- Französischer Supercupsieger: 2016, 2017, 2018, 2019

Borussia Dortmund
- DFB-Pokalsieger: 2021

## Privates
Timmy Simons, mit dem Meunier in Brügge zusammengespielt hatte, äußerte sich nach dessen Wechsel nach Dortmund lobend über seinen ehemaligen Mannschaftskameraden: „Er hat alles, um die Bundesliga zu bereichern. Ein enormes Laufvermögen, um seine Seite rauf und runter zu rennen. Er ist ein starker Athlet, hat ein gutes Auge, lässt niemanden an sich vorbei. Und er ist kaum verletzt. Thomas ist eine Sicherheitsgarantie und damit für jede Mannschaft Gold wert. In Deutschland liebt man Spieler, die kämpfen bis zum Umfallen. Thomas gibt niemals auf.“ Von diesem erhielt Meunier auch seinen Spitznamen La machine (dt. die Maschine), weil er, so Simons, „direkt durch dich durchläuft“.
Meunier lernte während seiner Studienzeit (Kunst- und Geisteswissenschaft) im Institut Notre-Dame Séminaire in Bastogne seine spätere Ehefrau Deborah kennen. Das Paar hat drei Söhne und heiratete im Sommer 2022.